# Аврелий Конан
Аврелий Конан (Аврелий Канин) (лат. Aurelius Conanus, Aurelius Caninus, валл. Cynan Wledig) — король бриттов, живший в середине VI века.

## В трудах средневековых авторов
Единственная историческая запись об Аврелии Конане содержится в работе Гильды Премудрого «О погибели Британии». Гильда говорит о нём как о последнем из рода Амвросия Аврелиана, предавшем идеалы предков и развязавшем братоубийственную войну.

30. 
А ты что творишь, «молодой лев», как выразился пророк, Аврелий Канин? Разве не та же, что и вышеупомянутого, если не более пагубная тина братоубийств, прелюбодеяний, неверности, словно нахлынувший прилив, смертельно затягивает тебя? Разве не ты, ненавидя мир в Отечестве, как злобный аспид, охваченный жаждой гражданских войн и частых и несправедливых разбоев, закрываешь душе своей небесные врата мира и отдохновения?

Ведь остался ты, скажу я, один, словно засыхающее деревце посреди поля, напоминая о тщетных мечтаниях своих родителей и братьев и об их ранней и безвременной смерти. И что же ты — один, безо всякого потомства сохранишься столетним или ровесником Мафусаила по заслугам благочестия? Никоим образом. Но если ты, как говорит псалмопевец, не обратишься к Богу, то вскоре изощрит для тебя Свой меч тот Царь, который глаголет через пророков: «Я умерщвляю и оживляю, Я поражаю и Я исцеляю, и никто не избавит от руки Моей». И поэтому ты «отряси с себя прах» твой и обратись к Нему всем сердцем, к Тому, кто сотворил тебя, ибо «гнев Его возгорится вскоре. Блаженны все, уповающие на Него». Но если нет, то тебе остаются вечные муки, так что пасть ада будет перемалывать тебя, но никогда не истребит.— Гильда. «О погибели Британии»
Гальфрид Монмутский к образу Аврелия Конана, заимствованному у Гильды, добавил несколько собственных, возможно, вымышленных деталей. У Гальфрида Конан — внук Мордреда, племянник Константина III, преемника Артура, сына «…нечистой дамнийской львицы…» по Гильде. После трёх лет правления, Константина был убит Аврелием Конаном, который узурпировал власть и правил два года. После внезапной кончины Аврелиана Конана королевство наследовал Вортипор.

## Современные историки
Гильда не упоминает о том, какой частью Британии управлял Аврелиан Конан. Джон Эдвард Ллойд предполагает, что имя Caninus, используемое Гильдой, — это искажение кельтского Cuna(g)nus или валлийской формы Cynan. В этом случае он может быть отождествлён с одним из королей, носивших это имя: королями Поуиса Кингеном Достопамятным, Киненом Гарвином или их родственником Кинином ап Милло (Cynin ap Millo), но это исключает возможность родства Конана с Аврелием Амвросием, поскольку род королей Поуиса происходил от Вортигерна.
Джон Ллойд и Н. Ю. Чехонадская предполагают, что Аврелиан Конан был наследником знаменитого Аврелиана Амвросия, и тогда его королевство находилось в Южной Англии, захваченной позднее англо-саксами.
Кинан Вледиг - валлийское имя, используемое как эквивалент имени Аврелия Конана Гальфрида Монмутского, которое, в свою очередь, происходит от имени Аврелия Канина, упоминаемое Гильдасом.
Аврелий Канин — второй из королей, против которого выступал Гильдас. Канин, «Пес», вероятно, является намеренной игрой слов на его настоящее имя, Кинан. Гильдас обвинил его в том, что он
поглощен мерзостью убийств, блуда и прелюбодеяния, и несправедливо жаждет гражданских войн и частой добычи. Его гордые отцы и братья рано и безвременно умерли. Гальфрид Монмутский назвал его Аврелием Конаном, преемником Константина, его дяди, как монарха всего острова. Юноша большой доблести, который был бы достоин короны, если бы не любил гражданскую войну. Он поднял волнения против своего дяди, который должен был править и бросил его в тюрьму; затем, убив его двух сыновей, получил королевство, но умер на втором году своего правления.
en:Brut y Brenhinedd называет его Кинан Вледиг и говорит примерно то же самое. Человек по имени Кинан Вледиг, «святой натуры», появляется как автор пословицы в «Englynion y Clyweid». Это больше похоже на описание поэтом Гвалхмаем о Кинане из пророчеств. Гильдас не называет королевство, которым правил Аврелий, «Канинус», и среди историков не было
единого согласия. Дж.Э.Ллойд считал, что его королевство следует искать в окрестностях английских поселений. Джеймс Ашер предположил, что он был королем Поуиса. Это кажется очень разумным.
Под Константином, чьим преемником был Аврелий Кинан, обычно считается, правитель Думнонии. Но им мог бы и быть, упоминаемый в одной из хартии Книги из Лландава, Констатин, как король неназванной местности в Эргинге, как Константин, тесть Пейбио. В документе записано дарение Пейбио Ллангустеннин Гарт Бенни (ныне валлийский Бикнор у реки Уай, что в Эргинге, совр. Херефордшир) Дубрицию. Кустеннин появляется как свидетель в чартере. Согласно Житию Святого Дубриция, святой Кустенин был внуком Пейбио, а значит, правнуком Кустеннина. А.Уайд-Эванс предложил отождествить его с Кустеннином ап Максеном Вледигом, в то время как LBS ранее отождествляла его с Константином Корнеу, правителем Думнонии. Обе идентификации сомнительны.